# Эльборус (пароход)
«Эльборус» — русский колесный пакетботный пароход, участник Крымской войны и русско-турецкой войны 1877—1878 годов.

## История постройки
В мае 1847 года император Николай I разрешил «заказать в Англии железный пароход по чертежу и величине «Оберона», с отнесением потребных на это расходов на остаток сумм по Черноморской береговой линии». Контракт на постройку железного парохода заключили с М. Виграмом 25 сентября 1847 года. Пароход получил название «Эльборус» и его спуск на воду состоялся 26 мая 1848 года. Постройка парохода шла с задержкой контрактных сроков, несмотря на то, что пароход должен был быть готов 9 августа, его испытания проводились только 14 сентября.

## Описание парохода
Пароход имел проектное водоизмещение 680 тонн, фактически же водоизмещение составляло 764 тонн. Длина между перпендикулярами — 54,9 метра, ширина 8,5 метров и осадка 3,2 метра. Машинно-котельная установка состояла из двух железных коробчатых и трубчатых котлов с наибольшим давлением пара 1,4 атмосфер и двух двухцилиндровых паровых машин с качающимися цилиндрами системы Пенна общей мощностью 260 л. с. Паровые машины были построены на заводе «Бр. Ренни». Скорость парохода по одним данным составляла 11,5 узлов, по другим — достигала 13-ти узлов.
Практически вся носовая часть судна предназначалась для больных. 36 постоянных мест располагались вдоль парохода, помимо этого предусматривалось 26 подвесных коек, таким образом общее число мест можно было увеличить до 62. Также в носовой части под пассажирской палубой находились крюйт-камера и помещения для шкиперских и артиллерийских запасов, а за ними, в сторону кормы, — грузовой трюм. Для погрузки на верхней палубе имелся большой люк и был поставлен грузовой кран. Между помещением для больных и машинным отделением располагались каюты для хозяйственников, а под ними помещения для хранения тросов, снастей и запасных парусов. В случае перевозки большого числа больных предполагалось последнее помещение использовать для команды, подвесив там койки. Но обычно носовое помещение для больных делилось подъемной переборкой на две части и команда размещалась в его передней части. 
Кормовая часть парохода также отводилась для больных. В ней по бортам было устроено 26 постоянных мест и предусматривалась возможность размещения еще 12 подвесных коек. Под этим помещением находился грузовой трюм также с большим люком для погрузки и грузовым устройством. В сторону кормы от помещения для больных располагались офицерский буфет, кают-компания и шесть офицерских двухместных кают. Наверху, позади и спереди кожухов колёс помещались каюта командира парохода и двухместные каюты для судовых офицеров.

## История службы
Пароход «Эльборус» вышел из Англии 15 октября и к 26 ноября прибыл в Одессу.
Начиная с 1 июля 1849 года «железный пакетботный пароход «Эльборус» стал совершать рейсы между Керчью и городами, крепостями и укреплениями Черноморской береговой линии». Для пассажиров были оборудованы места трех классов. На пароход «за удовлетворением казенным и служебным требованиям войск» принимались «лица всех сословий, а равно и грузы» с оплатой по таксе, утвержденной командиром Отдельного кавказского корпуса. 
Пароход следовал по маршруту Керчь — Редут-Кале, при этом заходил в Анапу, Новороссийск (с укреплением кабардинским), Геленджик, укрепления Новотроицкое, Тенгинское, Вельяминовское, Лазарева, Головинское, Навагинское, Святого Духа, а также в Гагры, Пицунду, Бомборы и Сухум-Кале.
В результате организации регулярных рейсов парохода «Эльборус» из Керчи в Редут-Кале вдоль Кавказского побережья образовалась более или менее «стройная» система пароходных сообщений между портами Чёрного и Азовского морей. Но пароход не в полной мере удовлетворял поставленным перед ним требованиям по перевозке грузов. 25 марта 1850 года военный министр писал начальнику Главного морского штаба: 

«После годичного испытания парохода «Эльборус» оказалось, что он не во всех отношениях удовлетворяет требованиям по своему назначению, могущий служить для перевозки больных и частей войск из одного укрепления в другие, он не может, по незначительности поднимаемого им груза, вполне заменить транспортные суда»
Принимал участие в Крымской войне. 6 июня 1854 года пришел из Николаева в Севастополь, а 30 июня под командованием капитан-лейтенанта А. А. Попова вышел в крейсерство к турецким берегам. В 15 милях от Босфора пароход уничтожил два турецких коммерческих брига и захватил кочерму, на которую высадил взятых в плен турок. 3 июля «Эльборус» благополучно возвратился в Севастополь, а 7 августа вновь вышел в крейсерство вдоль Анатолийского берега. Пароходу не удалось дойти до Босфора из-за угля, оказавшегося плохого качества, но, несмотря на это, в этот раз он уничтожил турецкий коммерческий бриг, шедший с грузом угля в Константинополь. 27 августа 1855 года «Эльборус» был затоплен на Севастопольском рейде при оставлении города гарнизоном.
Был поднят 16 августа 1860 года и летом следующего года поставлен на ремонт в Николаеве. Пароход оказался в хорошем состоянии и после ремонта продолжил службу в Черноморском флоте под названием «Казбек», к этому времени имя «Эльборус» носил другой пароход, построенный по заказу РОПиТ в 1858 году. C ноября 1874 года, после покупки Морским ведомством у РОПиТ второго парохода, получил своё прежнее название — «Эльборус».
Во время русско-турецкой войны 1877—1878 годов использовался в качестве парохода активной обороны. Выходил в крейсерские плавания в Чёрное море и уничтожил турецкую шхуну с грузом палубных досок.
Погиб 29 октября 1887 года при столкновении с английским пароходом.